# Philippe Pignarre
Philippe Pignarre (* 1952) ist französischer Historiker, Autor, Professor für Psychopharmaka in Klinischer Psychologie an der Université Paris 8 und hat selbst viele Jahre in der Pharmaindustrie gearbeitet. 
Pignarre ist Gründer und Direktor der Verlagsreihe »Les empêcheurs de penser en rond«, die sich auf Forschungen und Debatten in Psychiatrie, Psychoanalyse, Ethnopsychiatrie, Philosophie, Epistemologie und Anthropologie der medizinischen Praxis spezialisiert. Zudem ist er Direktor des «Institut Synthélabo pour le progrès de la connaissance», einer Gesellschaft der Synthélabo-Gruppe, die verantwortlich ist für die Buchpublikationen von »Les empêcheurs de penser en rond« und Debatten rund um die Berufe im Gesundheitssystem organisiert.